# Chichester Baronets
Als Chichester Baronetcies bezeichnet man drei erbliche britische Adelstitel (Baronetcies), die an Personen mit dem Familiennamen Chichester verliehen wurden. Hiervon gehören eine zur Baronetage of England und zwei zur Baronetage of the United Kingdom.

## Verleihungen

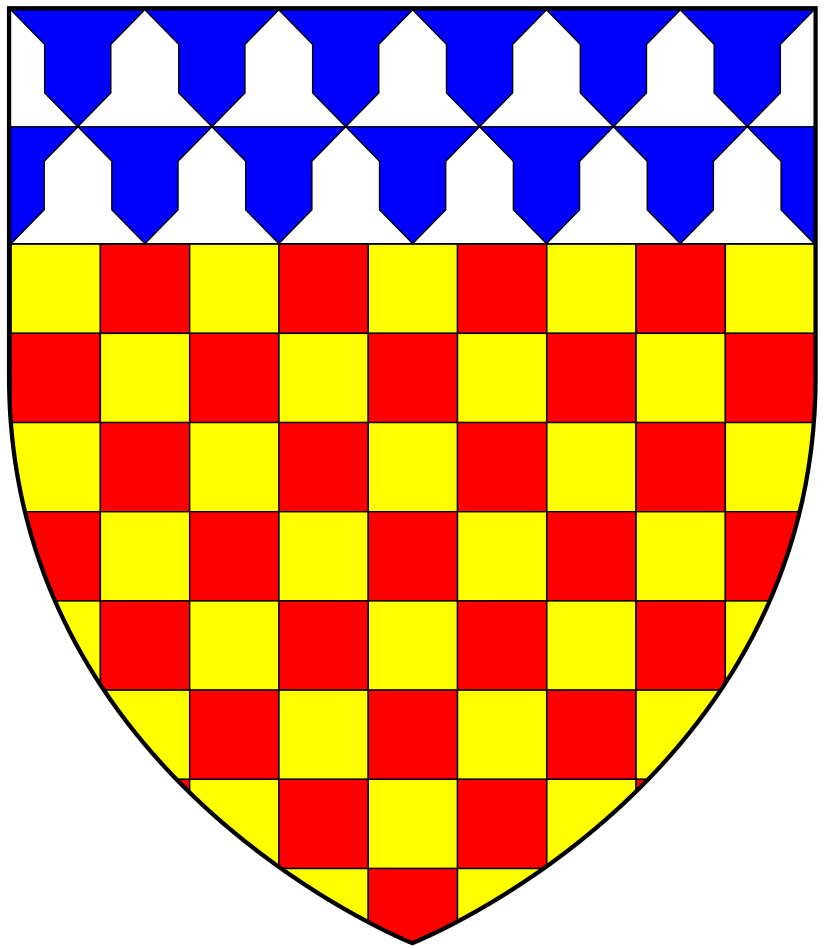
Wappen der Chichester Baronets, of Raleigh

Erstmals wurde am 4. August 1641 in der Baronetage of England der Titel Baronet, of Raleigh in the County of Devon, für den englischen Unterhausabgeordneten und Royalisten John Chichester geschaffen. Der Titel besteht bis heute.

Wappen des Chichester Baronet, of Greencastle

Am 13. September 1821 wurde in der Baronetage of the United Kingdom der Titel Baronet, of Greencastle in the County of Donegal, für den irischen Abgeordneten im britischen Unterhaus Arthur Chichester geschaffen. Da dieser unverheiratet und kinderlos blieb, erlosch der Titel bei seinem Tod am 25. Mai 1847.

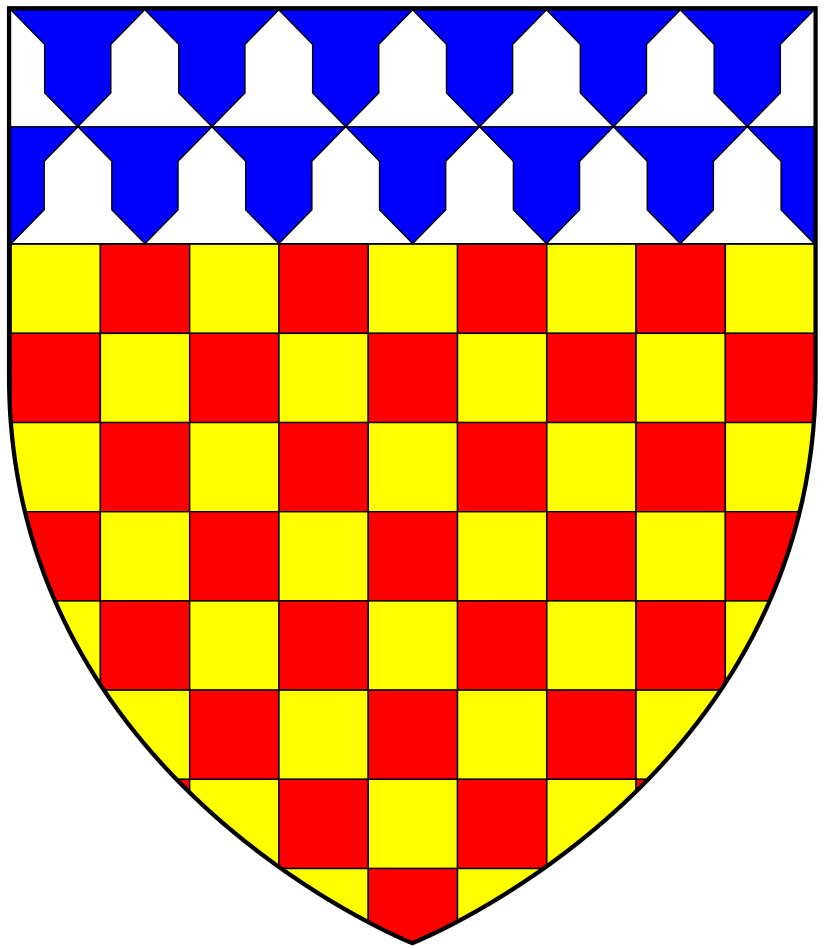
Wappen der Chichester Baronets, of Arlington Court

Am 7. September 1840 wurde in der Baronetage of the United Kingdom der Titel Baronet, of Arlington Court in the County of Devon, für den Unterhausabgeordneten John Chichester geschaffen. Der Titel erlosch beim Tod seines kinderlosen einzigen Sohnes, des 2. Baronet, am 25. Januar 1881.

## Liste der Chichester Baronets

### Chichester Baronets, of Raleigh (1641)
- Sir John Chichester, 1. Baronet (1623–1667)
- Sir John Chichester, 2. Baronet (um 1658–1680)
- Sir Arthur Chichester, 3. Baronet (um 1662–1718)
- Sir John Chichester, 4. Baronet (1689–1770)
- Sir John Chichester, 5. Baronet (1721–1784)
- Sir John Chichester, 6. Baronet (um 1752–1808)
- Sir Arthur Chichester, 7. Baronet (1790–1842)
- Sir Arthur Chichester, 8. Baronet (1790–1842)
- Sir Edward Chichester, 9. Baronet (1849–1906)
- Sir Edward Chichester, 10. Baronet (1883–1940)
- Sir Edward Chichester, 11. Baronet (1916–2007)
- Sir James Chichester, 12. Baronet (* 1951)

Titelerbe (Heir apparent) ist der ältere Sohn des aktuellen Titelinhabers, Edward Chichester (* 1991).

### Chichester Baronets, of Greencastle (1821)
- Sir Arthur Chichester, 1. Baronet (um 1769–1847)

### Chichester Baronets, of Arlington Court (1840)
- Sir John Chichester, 1. Baronet († 1851)
- Sir Bruce Chichester, 2. Baronet (1842–1881)